# Länsväg 164
De Zweedse weg 164 (Zweeds: Länsväg 164) is een provinciale weg in de provincie Västra Götalands län in Zweden en is circa 120 kilometer lang.

## Plaatsen langs de weg
- Åmål
- Edsleskog
- Skåpafors
- Billingsfors
- Ed
- Skee
- (Strömstad)

## Knooppunten
- E45 bij Åmål (begin)
- Länsväg 172: start gezamenlijk tracé, bij Skåpafors
- Länsväg 172: einde gezamenlijk tracé
- Länsväg 166: gezamenlijk tracé, bij Ed
- Länsväg 165: gezamenlijk tracé
- E6 bij Skee
- (Länsväg 176 bij Strömstad)